# Gohrau
Gohrau ist ein Ortsteil der Stadt Oranienbaum-Wörlitz im Landkreis Wittenberg in Sachsen-Anhalt.

## Geografie
Der Ortsteil liegt südlich des Elbe-Ufers am Rande des Biosphärenreservates Mittelelbe zwischen Dessau-Roßlau und Wittenberg. Nur wenige Kilometer entfernt befindet sich der Wörlitzer Park inmitten des Dessau-Wörlitzer Gartenreiches, das in der zweiten Hälfte des 18. Jahrhunderts unter der Regentschaft von Fürst Leopold III. Friedrich Franz von Anhalt-Dessau geschaffen wurde. In Richtung Süden breiten sich weite Kiefernwälder aus – die nördlichen Ausläufer der Dübener Heide. Das Gebiet um Gohrau ist flach und wird von zahlreichen Gräben und Bächen durchzogen – der nahe Schönitzer See ist ein Altarm der Elbe.

## Geschichte
Im Jahr 1200 taucht der ursprünglich von Slawen besiedelte Ort erstmals in einem Zehntregister als Gore auf. Der Name Gore leitet sich aus dem Wort goreti (brennen, glühen) ab und deutet auf eine Entstehung durch Rodung hin. Nach einer Zeit als Wüstung wurde Gohrau im zweiten Drittel des 16. Jahrhunderts neu besiedelt. Am Anfang des 18. Jahrhunderts gehörte der Ort zum Besitz des Alten Dessauers, welcher 1711 und 1726 die Güter von dem in Rehsen ansässigen Adelsgeschlecht von der Lochau kaufte und den Ort zum größten Teil neu aufbaute. 
In den 1920er Jahren wurde die Schäferei abgebrochen und an dieser Stelle entstand der noch heute erhaltene Dorfanger mit dem Gefallenendenkmal. 
In der Mitte des 20. Jahrhunderts wuchs die Einwohnerzahl durch die Beschäftigten des neu geschaffenen Instandsetzungswerkes für Landwirtschaftsmaschinen. Seit 1990 ist die Bevölkerungsentwicklung – wie in der gesamten Umgebung – rückläufig.
Am 1. Juli 2007 wurde die Gemeinde Gohrau aufgrund einer Kreisgebietsreform vom ehemaligen Landkreis Anhalt-Zerbst in den Landkreis Wittenberg eingegliedert.
Am 1. Januar 2011 wurde Gohrau in die neue Stadt Oranienbaum-Wörlitz eingegliedert.

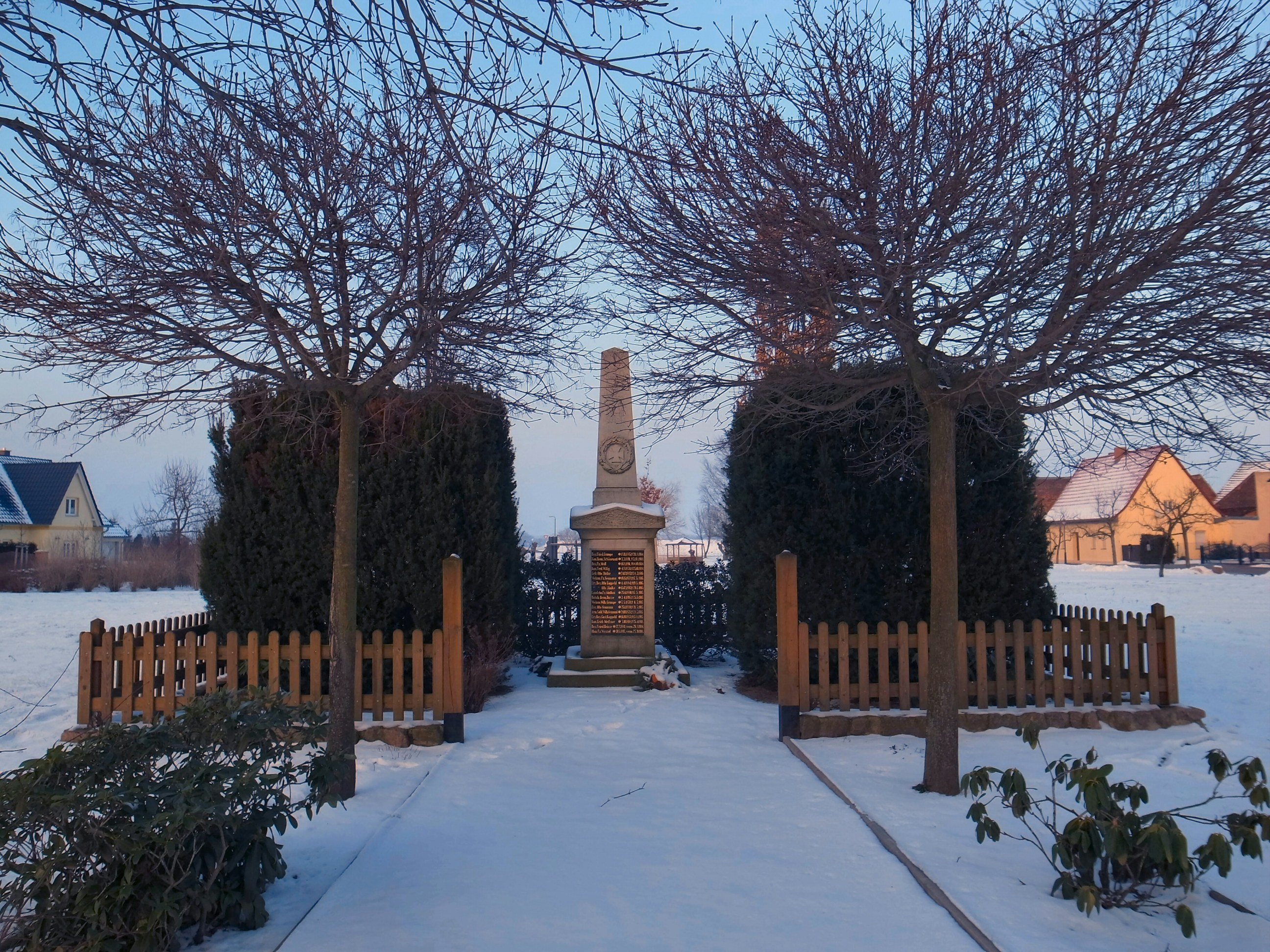
Gefallenendenkmal in Gohrau

Bei den Kommunalwahlen 2024 wurde mit Benjamin Focke, der als einziger Kandidat angetreten war, ein Mitglied der Partei Die Heimat (ehemals NPD) zum Ortsvorsteher gewählt.

## Verkehrsanbindung

### ÖPNV
Der öffentliche Personennahverkehr (ÖPNV) und der Schülerverkehr werden mit Bussen abgewickelt:
- Neuer Wittenberger Busverkehr Zörbig OT Salzfurtkapelle mit der Linie 304

### Bundesstraßen
Gohrau liegt an der Landesstraße L131 von Dessau-Roßlau über Oranienbaum nach Wittenberg. Zur Bundesstraße 107 in Oranienbaum, die Gräfenhainichen und Coswig verbindet, sind es ca. acht Kilometer.

### Bundesautobahn
Der Autobahnanschluss (A 9) Vockerode ist ca. 13 Kilometer entfernt.

### Eisenbahn
Der nächste Haltepunkt befindet sich in Kemberg-Bergwitz an der Bahnstrecke Berlin–Halle (RB57 / RB80). Der Bahnhof Wörlitz an der Bahnstrecke Dessau–Gohrau-Rehsen wird nur in der Sommersaison bedient. Der ehemalige Bahnhof Gohrau-Rehsen in Gohrau entstand 1934 durch die Erweiterung der Eisenbahnlinie von Wörlitz bis nach Gohrau. Am Haltepunkt entstand für die Versorgung der Landwirtschaft ein Stützpunkt der Bäuerlichen Handelsgenossenschaft (BHG). Der Personenverkehr wurde 1968 eingestellt. Das Teilstück wurde in den 1970er Jahren demontiert, die Gebäude der BHG werden weiter genutzt. Die Strecke von Dessau nach Wörlitz wurde 1982 wieder in Betrieb genommen.

## Belege
1. ↑  lt. Einwohnermeldeamt
2. ↑  StBA: Gebietsänderungen vom 01. Januar bis 31. Dezember 2011
3. ↑  Rechtsextreme Ortsvorsteher: Kritik an „Normalisierung“. 10. Juli 2024, abgerufen am 11. Juli 2024.